# Ewaso Ng'iro
Ewaso Ng'iro je reka v Keniji, ki izvira na zahodni strani Mount Kenye in teče proti severu, nato vzhodu in končno jugovzhodu ter teče skozi Somalijo, kjer se združi v reko  Jubba. Zgornje porečje reke Ewaso Ng'iro je veliko 15.200 kvadratnih kilometrov. Reka ima neprekinjeno oskrbo z vodo zaradi ledenikov na Mount Kenyai. Ewaso Ng'iro napaja jezero Ol Bolossat, edino jezero v okrožju Nyandarua in večje v osrednji Keniji. Ewaso Ng'iro prečka sedem sušnih do polsušnih pokrajin. Zanjo so značilne zelo različne fizikalno-grafske značilnosti in vrste in je postala temeljni sestavni del preživetja prostoživečih živali, pa tudi širjenja človeške populacije in družbeno-gospodarskega razvoja. Voda, omejen kopenski vir, ki ga zagotavlja porečje Ewaso Ng'iro, je neenakomerno razporejeno po višjih in nižjih regijah porečja zaradi velikega odstotka, potrebnega za vzdrževanje kmetijskih površin in podnebnih sprememb (Mutiga, Su in Woldai 3).
Ime reke izhaja iz jezika lokalne skupnosti. Pomeni reko rjave ali blatne vode. Nekateri jo imenujejo tudi Ewaso Nyiro.
Na sušnem severu Kenije voda pomeni življenje. Vode te velike reke na svoje bregove privabljajo divje živali v velikem številu in ustvarjajo zeleno oazo. Nacionalni rezervati Samburu, Shaba in Buffalo Springs v severni Keniji so zaradi vode reke polni divjih živali v sicer sušni deželi. Pod Sericho se reka razširi v močvirje Lorian, veliko območje mokrišč. Ekološka raznolikost v celotnem porečju je edinstvena za Ewaso Ng'iro, saj izvira iz kmetijsko močnih pokrajin Mount Kenye, tik ob območju Thome v okrožju Nanyuki-Laikipia, kar pomeni, da je natančna izhodiščna točka te reke v vasi Thome, kjer nastane iz konvergence reke Naromoru, ki pridobiva vodo iz Mount Kenye in reke Ngarinyiru, ki pridobiva vodo iz Aberdaresa, in teče po naslednjih sedmih sušnih do polsušnih okrožjih Meru, Laikipia, Samburu, Isiolo, Wajir , Marsabit in Garissa (Said et al. 14). Po osamosvojitvi Kenije so odseki zemlje, ki jih pokriva porečje Ewaso Ng'iro, prenesli lastništvo s kolonialnih kmetov na male kmete (Thenya et al. 2). Porečje je postalo glavni vir za male kmete za podporo njihovih kmetijskih pašnikov in razvoj sredstev za preživljanje (Thenya et al. 2).
Thomsonovi slapovi blizu mesta Nyahururu so na reki Ewaso Ng'iro.

## Razpoložljivost virov
»Obnovljiva oskrba s sladko vodo v Keniji je manj kot 650 kubičnih metrov na prebivalca na leto, zaradi česar je ena izmed držav z najbolj pomanjkanjem vode na svetu«, navaja Afriški razvojni sklad (African Development Fund 6). Čeprav je Ewaso Ng’iro največje od petih vodnih zajetij v Keniji, je pomanjkanje razpoložljivosti naravnih virov v zadnjih nekaj letih postalo vse bolj razširjeno (Said et al. 5).

### Podnebne spremembe
Pritoki, ki se izlivajo v porečje, so se postopoma začeli sušiti, zlasti v sušnih obdobjih leta (Mutiga, Su in Woldai 102). Druge spremembe, kot so »nezanesljivi vzorci in količine padavin ter zmanjševanje odtoka v obdobjih nizkega pretoka«, prav tako pomembno vplivajo na vse vidike razvodja Ewaso Ng'iro (Aeschbacher, Liniger in Weingartner 155,156). Povodje leži predvsem v sušnih do polsušnih pokrajinah, kjer so se letne količine padavin z leti navidezno zmanjšale (Mutiga, Su in Woldai 102). Ker je neenakomerna porazdelitev vode postala zapleteno vprašanje, se bo sposobnost podpiranja vegetacije in divjih živali ekosistema zmanjšala, človeške populacije in razvoj pa se bodo soočali s stalnimi izzivi trajnosti.

### Evapotranspiracija
Takšen pojav, kot je omenjen zgoraj, je lahko medsebojno povezan z nivoji evapotranspiracije v zajetju, vendar se je pridobitev neposredne meritve tovrstnih izmenjav energije izkazala za težaven in zapleten proces (Mutiga, Su in Woldai 100).

## Okoljska trajnost
Povodje Ewaso Ng'iro se razteza na raznolikih ekosistemih od visokih območij Mount Kenye do nižjih sušnih do polsušnih območij. Vsak ekosistem daje edinstven prispevek k deželi in ljudem Kenije, ko medsebojno delujejo, da bi dosegli trajnostno ravnovesje.

### Mokrišča
Ekosistemi mokrišč, ki so v višjih predelih Mount Kenye, zagotavljajo naravni sistem za filtriranje vode, različne rastlinske in živalske vrste ter hranila za vse druge vrste in ekosisteme (Said et al. 8). Zaradi nedavnega priliva prebivalstva so se mokrišča v Keniji poslabšala in prebivalci so postali velika ovira za storitve ekosistema (Thenya et al. 6).

### Agro-ekosistem
Kmetijski ekosistemi so pogosti pri razvoju v višjih regijah povodja Ewaso Ng’iro in prispevajo krmo, potrebno za vzdrževanje prostoživečih živali, živine in človeške populacije (Said et al. 8). S podpiranjem in vzdrževanjem vseh različnih ekosistemov v porečju Ewaso Ng'iro bo omogočilo, da bo okolje čim bolj naravno cvetelo. Motnje v ekosistemih bodo vplivale na rast in trajnost drugih vrst.

## Trajnostni razvoj
Pomen ohranjanja ekosistemov, ki jih podpira porečje Ewaso Ng'iro, je ključnega pomena za uveljavljene populacije tako na osebni kot na razvojni ravni. Od leta 2009 se je prebivalstvo, ki prebiva v porečju Ewaso Ng'iro, povečalo za nekaj več kot 1,5 milijona (Said et al. 14). To povečanje je bilo opaženo zlasti v srednjih in zgornjih regijah porečja, predvsem za kmetijsko-pastirska naselja. (Kiteme in Gikonyo 333). Zgornja območja uporabljajo velik odstotek vode za namakanje poljščin, kar prispeva k trajnosti »trenutne in prihodnje degradacije ekosistemov, ki vpliva na preživetje in trajnost […] ter dolgoročna prizadevanja za zmanjšanje revščine« (Payet in Obura 24). Človeška populacija se močno zanaša na okolje in ekosisteme kot sredstvo podpore v smislu »zagotavljanja storitev, ureditvenih storitev, kulturnih storitev in podpornih storitev«, kot je na kratko opisano v The Millennium Ecosystem Assessment« (Said et al. 9). V bolj gosto poseljenih območjih okoli porečja Ewaso Ng'iro so se začele oblikovati tržne ustanove z majhnimi kmeti kot glavnim prispevkom (Said et al. 27). Prekomerno izkoriščanje naravnih virov v zgornjih regijah porečja vse bolj otežuje razvojni proces in kmetijske prakse za tiste, ki so v bližini nižjih regij (Mutiga, Su in Woldai 102). Ljudje so povečali svoje preživetje in razvoj z izkoriščanjem ekosistemov v porečju Ewaso Ng'iro, vendar pa lahko nastanejo hude posledice zaradi izkoriščanja in podnebnih sprememb, ki močno vplivajo na dostopnost vode.

## Konflikti
Zaradi sušnih do polsušnih pokrajin, ki obkrožajo porečje Ewaso Ng'iro, se stopnja razpoložljivosti za dostop in izrabo vode zmanjšuje, ko se povečuje povpraševanje po prehrani ljudi in kmetijskih sistemih (Said et al. 14). Populacije, ki so v bližini višjih območij porečja, imajo veliko večjo razpoložljivost naravnega vira in so jih izkoriščale v kmetijsko-pašne namene. Vendar, ko so te prakse združene s podnebnimi spremembami sušne do polsušne pokrajine v Keniji, je dostop prebivalstva v spodnjem toku do naravnega vira postal veliko bolj omejen (Weismann et al. 12). Tisti, ki so v nižjih regijah porečja Ewaso Ng'iro, se soočajo z nenehnim pritiskom, da dostopajo do naravnega vira, da bi še naprej vzdrževali rastoče človeško prebivalstvo in razvoj (Kiteme in Gikonyo 332). Po mnenju skupine za gorski in raziskovalni razvoj »te čezmejne težave prispevajo k kulturnim, verskim in političnim napetostim, ki obstajajo v večini družb, ki so danes vse bolj vključene v svetovno gospodarstvo« (Hurni 386).